# Каподаква (Асколи Пичено)
Каподаква (итал. Capodacqua) насеље је у Италији у округу Асколи Пичено, региону Марке.
Према процени из 2011. у насељу је живело 71 становника. Насеље се налази на надморској висини од 817 м.